# Ятманово (Марий Эл)
Ятманово (мар. Ятман) — деревня в Медведевском районе Марий Эл Российской Федерации. Входит в состав Ежовского сельского поселения.

## География
Деревня находится на расстоянии 29 км к северо-западу от посёлка городского типа Медведево, административного центра района.

### Часовой пояс
Деревня Ятманово, как и вся Республика Марий Эл, находится в часовой зоне МСК (московское время). Смещение применяемого времени относительно UTC составляет +3:00.

## История
Деревня впервые упоминается в списках селений Царевококшайского уезда в 1763 году.

## Население
| 2010 | 2011 | 2012 | 2013 | 2014 | 2017 | 2018 |
| ---- | ---- | ---- | ---- | ---- | ---- | ---- |
| 50   | ↗60  | ↘59  | ↘50  | ↗67  | ↘63  | ↘55  |
| 2019 | 2020 | 2021 |      |      |      |      |
| ↘52  | ↘51  | ↗53  |      |      |      |      |

## Национальный состав
Национальный состав на 1 января 2014 года:
| Национальность | Численность, чел. | Доля    |
| -------------- | ----------------- | ------- |
| всего          | 67                | 100,0 % |
| Марийцы        | 50                | 74,6 %  |
| Русские        | 17                | 25,4 %  |

## Инфраструктура
Улично-дорожная сеть деревни имеет асфальтовое и грунтовое покрытие. Жители проживают в индивидуальных домах, не имеющих централизованного водоснабжения и водоотведения. Дома не газифицированы.